# 垂水ジャンクション

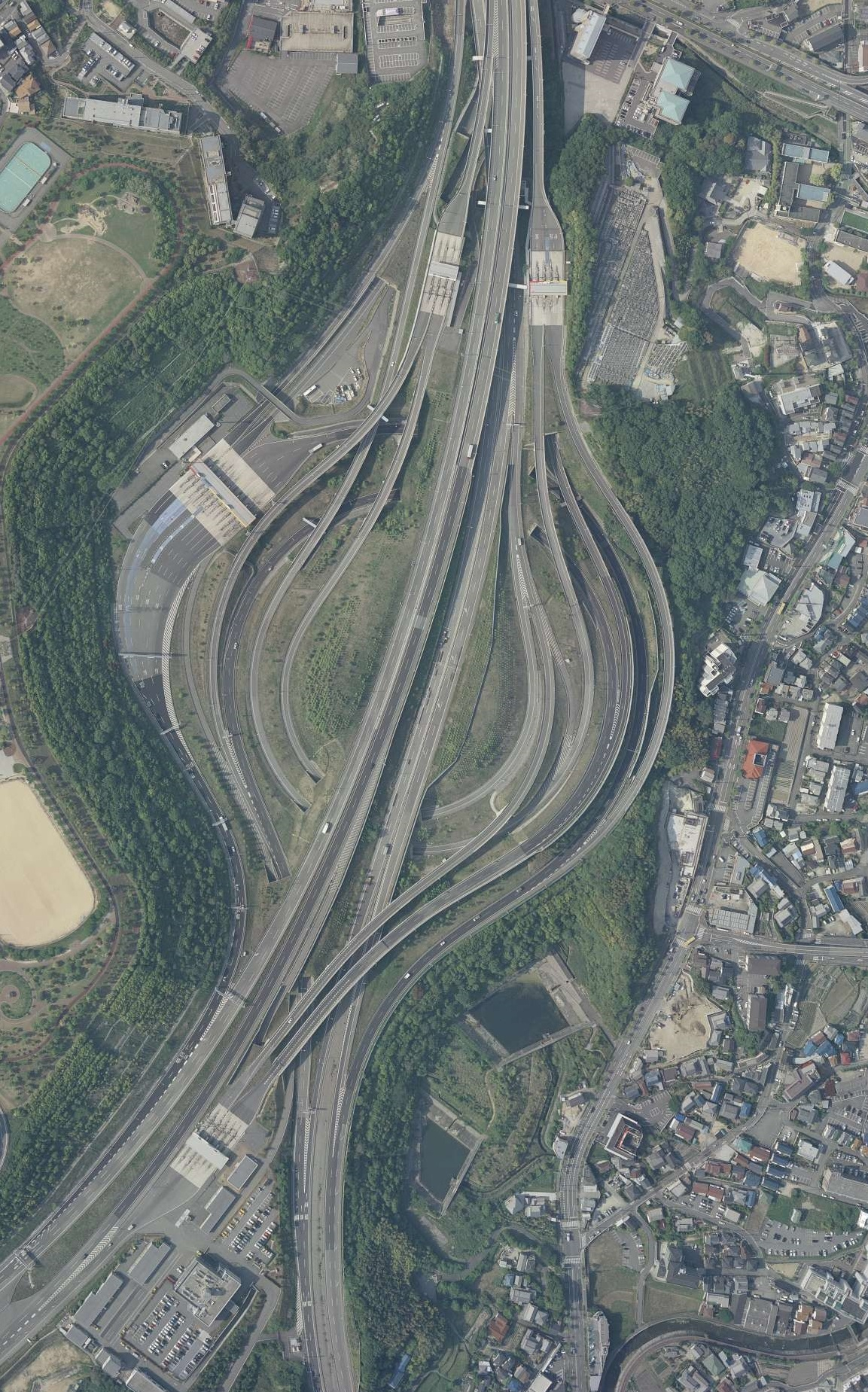
垂水ジャンクション全景（2009年）
出典：『国土交通省「国土画像情報（カラー空中写真）」（配布元：国土地理院地図・空中写真閲覧サービス）』

垂水ジャンクション（たるみジャンクション）は、兵庫県神戸市垂水区名谷町にある神戸淡路鳴門自動車道・阪神高速道路5号湾岸（垂水）線・第二神明道路北線のジャンクションである。
1991年着工、1998年4月供用開始。総面積36万m2で日本最大のジャンクションである。

## 概説
明石海峡大橋の本州岸一番目に置かれているジャンクションであり、周辺の複数のジャンクションと連携して淡路島・四国方面と本州各方面との交通を仕分けしている。
南北に通過する神戸淡路鳴門道に対して、南東から阪神高速5号湾岸（垂水）線が進入し、そこから本線が直通するかたちで第二神明道路北線が北西へ分岐する路線形状であり、これらの相互交通を確保するためにタービン型のジャンクションとなっている。また、神戸淡路鳴門道と阪神高速、第二神明道路北線は道路管理者が異なり、ランプの途中に料金所が設けられていることに加えて、一般道と接続する垂水ICが併設されている（垂水ICは神戸淡路鳴門道の淡路島・四国方面との接続のみ）ため、通常のタービン型ジャンクションより複雑な構造となっている。
本ジャンクションよりも海岸に近い場所に有料道路である第二神明道路が従前より設けられている。しかし、敷地の制約や交通量の予測から神戸淡路鳴門自動車道は第二神明道路を舞子トンネルによってアンダーパスして直接、明石海峡大橋へ向かっているため、両道路の交点にジャンクションは設けられず、より内陸に本ジャンクションが立地している。そのため、本ジャンクションと第二神明道路は阪神高速5号湾岸（垂水）線、阪神高速7号北神戸線、第二神明道路北線（神戸西バイパス）のそれぞれ一部区間を連続して連絡している。
ここは阪神高速5号湾岸線と阪神高速4号湾岸線からなる大阪湾岸道路の起点でもある。しかし現状で、阪神高速5号湾岸線は本ジャンクションと名谷ジャンクション間が他の開通区間から長距離の未開通区間によって隔てられて孤立しており、実際の道路標識などでは同区間が阪神高速5号湾岸線の一部であることは案内されておらず、「名無し」の接続道路のような扱いとなっている。
複数の事業者による大幹線道路が複雑に交差しており分岐が多く、近隣にもジャンクションや路線が多数存在するために目的地の方向を見失いやすくなっている。そのため、利用者の利便性を考慮し、日本で初めて色分けによる案内標識と料金所が導入された。
淡路島・四国方面から垂水ジャンクションにさしかかる直前、それぞれ方向別に、姫路方面（第二神明道路北線接続）は赤色（◼︎）で、垂水出口（一般道連絡）は青色（◼︎）で、神戸・大阪方面（阪神高速道路湾岸（垂水）線接続）は黄色（◼︎）で、また山陽自動車道方面（神戸淡路鳴門自動車道直進）は白（◻︎）で案内されており、料金所ではそれぞれの色に対応したゲートに進入しなければならない。
洲本方面への料金所には、「注意！次の出口は淡路島」の看板が掲げられている。
ここより、神戸西ICまでの神戸淡路鳴門自動車道は、建設省（現国土交通省）の直轄路線西神自動車道として建設された。
また、住宅密集地のJCTということで環境保全施設が設けられている。沿道開発、周辺調和のために関連事業として名谷ロードパーク事業が事業化され垂水健康公園と垂名公園が整備された。垂水健康公園からはタービン型ジャンクションのほぼ全景を見下ろすことができる。
阪神高速・一般道・第二神明北線から洲本方面へ向かうゲートの横には、兵庫県警察高速道路交通警察隊の垂水分駐隊がある。かつては本部もあったが、中国自動車道西宮北IC内に移転している。

## 歴史
- 1998年（平成10年）4月5日：神戸淡路鳴門自動車道・神戸西IC - 津名一宮IC間開通に伴い、供用開始[3]。

## 接続する道路
- E28 神戸淡路鳴門自動車道
- E94 第二神明道路北線
- 阪神高速5号湾岸（垂水）線

## 料金所
各ランプに合計4つの料金所が設置されている。加えて、阪神高速から神戸淡路鳴門道へ向かうランプ（C、Eランプ）の途中に第二神明道路須磨方面からの料金精算を行うためのETCフリーフローアンテナが設置されている（非ETC車は須磨本線料金所で先払いのため料金所は設置されていない）。

### 第1A料金所
神戸淡路鳴門道三木方面から第二神明北線・阪神高速へ向かうランプ（D、Gランプ）に設けられている料金所。 阪神高速（神戸・大阪方面） へ向かう車両は左側、 第二神明道路北線（姫路方面） へ向かう車両は右側に進む必要がある。

#### 神戸淡路鳴門道三木方面→阪神高速
神戸淡路鳴門道の料金を精算する。阪神高速（垂水JCT - 名谷JCT間）は料金を徴収しておらず、第二神明道路（名谷JCT以東）の料金精算は須磨本線料金所で行われるため、ここでは合併徴収は行われていない。
- レーン数：3
  - ETC専用：１
  - 一般：1

#### 神戸淡路鳴門道三木方面→第二神明道路北線
ETC車は神戸淡路鳴門道の料金を精算し、第二神明道路の入口情報書き込みを行う。非ETC車の場合は、神戸淡路鳴門道の料金に加えて第二神明道路玉津ICまでの料金を先払いする。
- レーン数：2
  - ETC専用：1
  - 一般：1

### 第1B料金所

神戸淡路鳴門道洲本方面へ向かう料金所

第二神明北線・阪神高速から神戸淡路鳴門道三木方面へ向かうランプ（A、Eランプ）に設けられている料金所で、神戸淡路鳴門道の入口情報書き込み（非ETC車の場合は通行券発行）を行う。阪神高速（神戸・大阪方面）からの車両は左側を通行し、第二神明道路北線（姫路方面）からの車両は右側を通行する。

#### 阪神高速→神戸淡路鳴門道三木方面
- レーン数：2
  - ETC専用：1
  - 一般：1

#### 第二神明道路北線→神戸淡路鳴門道三木方面
第二神明道路の料金の精算も行う。
- レーン数：2
  - ETC専用：1
  - 一般：1

### 第2料金所

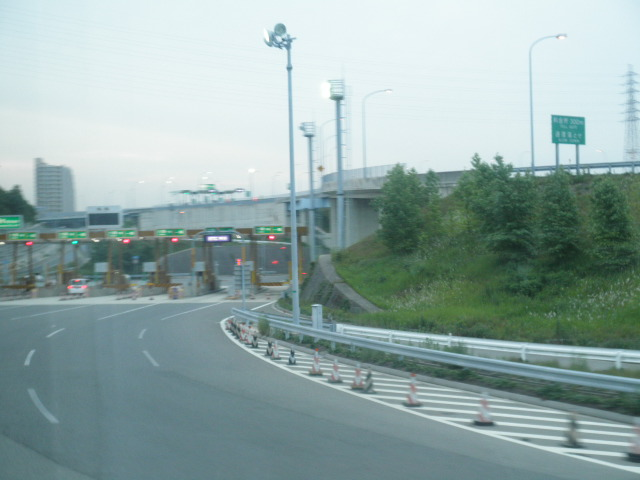
阪神高速へ向かう料金所

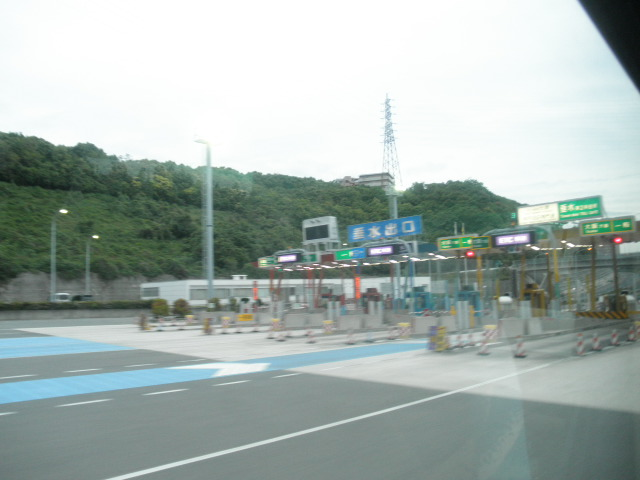
神戸淡路鳴門自動車道 垂水出口料金所
で表示されている

神戸淡路鳴門道洲本方面から阪神高速・第二神明北線・一般道出口へ向かうランプ（B、H、Jランプ）に設けられている料金所。 第二神明道路北線（姫路方面） へ向かう車両は左側、 垂水出口（一般道） へ向かう車両は中央、 阪神高速（神戸・大阪方面） へ向かう車両は右側に進む必要がある。

#### 神戸淡路鳴門道洲本方面→第二神明道路北線
ETC車は神戸淡路鳴門道の料金を精算し、第二神明道路の入口情報書き込みを行う。非ETC車の場合は、神戸淡路鳴門道の料金に加えて第二神明道路玉津ICまでの料金を先払いする。
- レーン数：2
  - ETC専用（時間帯によりETC/一般）：1
  - 一般：1

#### 神戸淡路鳴門道洲本方面→一般道（垂水IC出口）
神戸淡路鳴門道の料金を精算する。
- レーン数：2
  - ETC専用（時間帯によりETC/一般）：1
  - 一般：1

#### 神戸淡路鳴門道洲本方面→阪神高速
神戸淡路鳴門道の料金を精算する。阪神高速（垂水JCT - 名谷JCT間）は料金を徴収しておらず、第二神明道路（名谷JCT以東）の料金精算は須磨本線料金所で行われるため、ここでは合併徴収は行われていない。
- レーン数：8
  - ETC専用：1
  - ETC専用（時間帯によりETC/一般）：1
  - 一般：6

### 第3料金所
阪神高速・第二神明北線・一般道入口から神戸淡路鳴門道洲本方面へ向かうランプ（C、F、Iランプ）に設けられている料金所で、神戸淡路鳴門道の入口情報書き込み（非ETC車の場合は通行券発行）を行う。阪神高速（神戸・大阪方面）・一般道入口からの車両は左側を通行し、第二神明道路北線（姫路方面）からの車両は右側を通行する。

#### 阪神高速・一般道（垂水IC入口）→神戸淡路鳴門道洲本方面
- レーン数：4
  - ETC専用（時間帯によりETC/一般）：1
  - 一般：3

#### 第二神明道路北線→神戸淡路鳴門道洲本方面
第二神明道路の料金の精算も行う。
- レーン数：2
  - ETC専用（時間帯によりETC/一般）：1
  - 一般：1

## 隣
E28 神戸淡路鳴門自動車道（西神自動車道）
(2) 布施畑IC/JCT - (3) 垂水JCT
E28 神戸淡路鳴門自動車道
(3) 垂水JCT/IC - 舞子BS - (4) 淡路IC/BS/SA/淡路北スマートIC
E94 第二神明道路北線（神戸西バイパス）
(3) 垂水JCT - (11) 学園南IC
阪神高速5号湾岸（垂水）線
駒ヶ林南出入口（予定） - (5-17) 名谷JCT - (5-18) 名谷出入口（予定） - 垂水JCT